# Metlica (biljni rod)
Metlica (bazija; lat. Bassia), rod jednogodišnjeg raslinja i polugrmova iz poroodice štirovki smješten u potporodicu lobodovki (Chenopodioideae).
Postoji oko 20 vrsta raširenh po Euroaziji i sjevernoj Africi, ali su uvezene i na druge kontinente. U Hrvatskoj raste metlasta metlica, Bassia scoparia, polegnuta metlica (Bassia prostrata) i kritično ugrožena pješčarska metlica (Bassia laniflora).

## Opis
Bassia, rod od oko 20 vrsta jednogodišnjih biljaka, porijeklom prvenstveno iz Euroazije. Mnoge vrste Bassia mogu tolerirati uvjete slanog tla i mogu biti otrovne za životinje koje pasu, osobito ovce. Nekoliko ih se smatra invazivnim vrstama u područjima izvan njihovog autohtonog areala, uključujući Bassia hyssopifolia i B. hirsuta, koje su unesene u Ameriku.
Članovi roda su tipično biljke ili grmovi i često su prekriveni gustim dlakama. Uski listovi su sjedeći (bez peteljke) i naizmjenično su raspoređeni duž stabljike. Dvospolni cvjetovi nose vrhove klasova, a mnogi imaju neobične kukaste ili stožaste dodatke. Plodovi su ahenije s malim smeđim sjemenkama.
Vrsta Bassia scoparia (Kochia scoparia), široko je uzgajana jednogodišnja biljka poznata kao vatreni grm ili gorući grm, je polugrm u obliku kugle s uskim dlakavim lišćem koje u jesen postaje ljubičastocrveno; često se uzgaja kao ukrasna ljetna živica.

## Vrste
1. Bassia aegyptiaca Turki, El Shayeb & F. Shehata
2. Bassia angustifolia (Turcz.) Freitag & G. Kadereit
3. Bassia arabica (Boiss.) Maire & Weiller
4. Bassia dinteri (Botsch.) A. J. Scott
5. Bassia eriophora (Schrad.) Asch.
6. Bassia hyssopifolia (Pall.) Kuntze
7. Bassia indica (Wight) A. J. Scott
8. Bassia laniflora (S. G. Gmel.) A. J. Scott
9. Bassia lasiantha Freitag & G. Kadereit
10. Bassia littorea (Makino) Freitag & G. Kadereit
11. Bassia muricata (L.) Asch.
12. Bassia pilosa (Fisch. & C. A. Mey.) Freitag & G. Kadereit
13. Bassia prostrata (L.) Beck
14. Bassia salsoloides (Fenzl) A. J. Scott
15. Bassia scoparia (L.) A. J. Scott
16. Bassia stellaris (Moq.) Bornm.
17. Bassia tianschanica (Pavlov) Freitag & G. Kadereit
18. Bassia tomentosa (Lowe) Maire & Weiller
19. Bassia villosissima (Bong. & C. A. Mey.) Freitag & G. Kadereit

## Sinonimi
- Bushiola Nieuwl. in Amer. Midl. Naturalist 4: 95 (1915)
- Chenoleoides (Ulbr.) Botsch. in Bot. Zhurn. (Moscow & Leningrad) 61: 1408 (1976)
- Echinopsilon Moq. in Ann. Sci. Nat., Bot., sér. 2, 2: 127 (1834), nom. illeg.
- Kirilowia Bunge in Index Seminum (TU, Dorpatensis) 1843: vii (1843)
- Kochia Roth in J. Bot. (Schrader) 1800(1): 307 (1801)
- Londesia Fisch. & C.A.Mey. in Index Seminum (LE, Petropolitanus) 2: 40 (1836)
- Panderia Fisch. & C.A.Mey. in Index Seminum (LE, Petropolitanus) 2: 46 (1836)
- Pentodon Ehrenb. ex Boiss. in Fl. Orient. 4: 925 (1879), pro syn.
- Pterochlamys Fisch. ex Endl. in Gen. Pl.: 294 (1837)
- Willemetia Maerkl. in J. Bot. (Schrader) 1800(1): 329 (1801), nom. illeg.